# Лючинский 1-й наслег
Лючинский 1-й наслег — сельское поселение в Кобяйском улусе Якутии Российской Федерации.
Административный центр — село Багадя.

## История
Статус и границы сельского поселения установлены Законом Республики Саха (Якутия) от 30 ноября 2004 года N 173-З N 353-III «Об установлении границ и о наделении статусом городского и сельского поселений муниципальных образований Республики Саха (Якутия)».
До 2025 года носил название Люччегинский 1-й наслег.

## Население
| 2002 | 2010 | 2011 | 2012 | 2013 | 2014 | 2015 |
| ---- | ---- | ---- | ---- | ---- | ---- | ---- |
| 256  | →256 | ↘255 | ↘254 | ↘252 | ↘246 | ↗252 |
| 2016 | 2017 | 2018 | 2019 | 2020 | 2021 |      |
| ↗256 | ↗269 | ↘266 | ↗273 | ↗288 | ↗296 |      |

## Состав сельского поселения
| № | Населённый пункт | Тип населённого пункта       | Население |
| - | ---------------- | ---------------------------- | --------- |
| 1 | Арылах           | посёлок                      | ↗125      |
| 2 | Багадя           | село, административный центр | ↗180      |